# Hans Geelmuyden
Den här sidan handlar astronomen Hans Geelmuyden. För hans kusin biokemisten, se Hans Christian Geelmuyden, för hans sonson författaren och journalisten, se Hans Geelmuyden (författare).
Hans Geelmuyden, född 10 januari 1844 i Stavern, Jarlsberg og Larvik amt, död 1 maj 1920 under en skidtur i Nordmarken, omkring 5 km norr om Kristiania, var en norsk astronom. Han var son till Christian Geelmuyden och brorson till Ivar Geelmuyden.
Geelmuyden blev 1867 observator och 1890 professor i astronomi vid universitetet i Kristiania samt direktör för därvarande observatorium. Han utförde även en del astronomiska och jordmagnetiska observationsarbeten. Han publicerade åtskilliga arbeten inom den praktiska astronomin samt om zodiakalljuset med mera. 
Bland de förra märks särskilt det tillsammans med Carl Fredrik Fearnley utgivna verket Zonenbeobachtungen der Sterne zwischen 64° 50' und 70° 10' nördlicher Declination auf der Universitäts-Sternwarte in Christiania angestellt (1888), vars huvudresultat ingår i den stora av Astronomiska sällskapet utgivna stjärnkatalogen. 
Tillsammans med Henrik Mohn utgav Geelmuyden Elementær lærebog i astronomi (1876), under en längre tid lärobok vid de skandinaviska universiteten. En ny, fullständigt omarbetad upplaga av detta arbete utgavs av Geelmuyden ensam 1908.